# Al final del camino
Al final del camino es una comedia romántica española dirigida por Roberto Santiago estrenada en abril de 2009. Rodada en España, es la cuarta colaboración de los actores Fernando Tejero y Malena Alterio. La producción fue llevada a cabo por Lazona, Antena 3 Films y Zircozine y se grabó en alta definición en localizaciones de Galicia y Madrid.

## Argumento
Nacho (Fernando Tejero) es fotógrafo y Pilar (Malena Alterio) periodista. Ambos se odian, pero por exigencias de su jefa Inma (Ana Milán) tendrán que hacerse pasar por una pareja, con el objetivo de hacer un reportaje sobre Olmo (Diego Peretti), un gurú que cobra 20 000 euros por resolver las crisis de pareja haciendo el Camino de Santiago. Los protagonistas deberán comprobar si es cierto que las resuelve o se trata de habladurías. El destino les llevará a un viaje de seis días por tierras gallegas, junto con otras tres parejas en crisis, en el que vivirán todo tipo de situaciones absurdas, delirantes y románticas...

## Comentarios del director
Roberto Santiago define Al final del camino como una comedia romántica divertida y optimista. Destaca la importancia del entorno (el Camino de Santiago) hasta el punto de calificarla como una especie de road movie. Sobre todo, considera que se trata una película de personajes y, por tanto, de actores. Gracias a ellos, asegura Roberto Santiago, podemos aproximarnos al tema principal: es difícil estar solo, pero lo es más aún compartir la vida.
El director cree que con su película se sentirán reflejados todos aquellos que hayan hecho el Camino de Santiago. Por otra parte, el film también servirá de invitación para los que todavía no lo hayan hecho. En su opinión, este itinerario es una de las mejores localizaciones naturales para rodar, tanto es así que se siente extrañado de que no se hayan realizado más películas en él.
Ante todo, Al final del camino es una comedia optimista y esperanzadora, que hace que el espectador salga del cine con una sonrisa en la boca. Para la preparación de la película, el director se inspiró en películas que trataban con humor el ámbito rural, como El sueño de una noche de verano (Woody Allen), El bosque animado (José Luis Cuerda), La vaquilla (Luis Berlanga) y Un día en el campo (Jean Renoir).

## Reparto
| Intérprete        | Personaje              |
| ----------------- | ---------------------- |
| Fernando Tejero   | Nacho                  |
| Malena Alterio    | Pilar                  |
| Javier Gutiérrez  | José                   |
| Diego Peretti     | Olmo                   |
| Javier Mora       | Antonio                |
| Cristina Alcázar  | Bea                    |
| Jorge Monje       | Fran                   |
| Luis Callejo      | Arturo                 |
| Alberto Jo Lee    | Kim                    |
| Ma-Anne Valmeo    | Sum                    |
| Irene Escolar     | Laura                  |
| Ana Milán         | Inma                   |
| Elvira Cuadrupani | Chica Restaurante 1    |
| Inma Cuevas       | Chica Restaurante 2    |
| Juanma Lara       | Padre Laura            |
| Concha Delgado    | Empleada Banco         |
| Abian Padrón      | Ciclista               |
| Farruco Castromán | Paisano Monte do Gozo  |
| Lucía Delgado     |                        |
| David Lop         | Camarero               |
| Félix             | Peregrino Funambulista |

## Banda sonora
- 1. Alba Flores - No puedo enamorarme de ti 4:31
- 2. Los Canarios - Free Yourself 5:20
- 3. Andrés Do Barro - O Tren 3:10
- 4. Conexión - Harmony 3:21
- 5. Ana Villa & Juanjo Valmorisco
- 6. Seguridad Social - Ven sin temor “How Do You Do” 3:55
- 7. Los Pekenikes - "Caja de pimienta 'Pepper Box'" 2:45
- 8. Conexión - Strong Lover 2:38
- 9. Ana Villa & Juanjo Valmorisco - Ese amor 2:10
- 10. Los Mustang - Ven solo tú “Love Me Do” 2:23
- 11. Jaime Urrutia - Azzurro 4:39
- 12. Gloria - Sentada a la vera del camino 5:13
- 13. Conexión - West Soul 2:34
- 14. Ana Villa & Juanjo Valmorisco - Avatares del camino 2:38
- 15. Cristina Alcázar, Javier Mora, Ma-Anne Valmeo y Berto Jo Lee - Un beso y una flor 4:35

## Críticas
- Pese a algún hallazgo brillante, el costumbrismo acaba ganando la partida a la comedia negra [...]. Da la impresión de que cada secuencia dura mucho más de lo que debiera [...] y de que algunos chistes se explican después de contados. (Javier Ocaña: Diario El País)

- La química repetida. [...] Aquí hay excesiva simplicidad y, sobre todo, un desarrollo previsible, sin originalidad ni sorpresas [...]. Puntuación: ** (sobre 5). (José Manuel Cuéllar: Diario ABC)

- ¿Es este el camino para recuperar la fe en el cine español? [...] La comedia más previsible y españolista que ni Pajares y Esteso hubieran hecho [...]. Puntuación: * (sobre 5). (Irene Crespo: Cinemanía)

- Una comedia tan simpática como funcional e intranscendente, cuyos golpes de ingenio [...] están siempre en función de la innegable aunque insuficiente química de la pareja protagonista [...]. Puntuación: *** (sobre 5). (Fotogramas)